# Licenca GNU za prosto dokumentacijo
Licenca GNU za prosto dokumentacijo (angleško GNU Free Documentation License; kratica GFDL) je licenca za razširjanje in rabo pisnih virov, ki jo uporabljajo pri projektu GNU za izdane učbenike in priročnike za rabo programov. Licenca dovoljuje vsakomur, da dokument nadalje razširja ali spreminja ter razširja tako spremenjene različice pod pogojem, da so tudi vsa izpeljana dela dosegljiva pod istim pogojem. Splošno načelo, da morajo za vsa izvedena dela veljati iste pravice proste rabe, razširjanja in spreminjanja, je znano kot načelo »copyleft«. Najbolj znana izvedba copylefta je splošno dovoljenje GNU za rabo prostega programja.

## Zahteve pri tiskanju
GNU FDL zahteva, da morajo imetniki licence pri tiskanju dokumenta, za katerega velja licenca, vključiti tudi »to licenco, obvestila o avtorskih pravicah in obvestilo o licenci, ki navaja, da za dokument velja ta licenca«. To pomeni, da mora uporabnik licence, če natisne izvod članka, katerega besedilo je zajeto v licenci GNU FDL, vključiti tudi obvestilo o avtorskih pravicah in fizični natis licence GNU FDL, ki je sama po sebi precej obsežen dokument. Še huje, enako se zahteva za samostojno uporabo tudi samo ene slike (na primer iz Wikipedije). Več projektov Wikimedie, vključno z angleško Wikipedijo, je zato z leti opustilo uporabo GFDL in datoteke relicenciralo.